# Conrad Veidt
Hans Walter Konrad Veidt (Berlim, 22 de janeiro de 1893 — Hollywood, 3 de abril de 1943), mais conhecido como Conrad Veidt, foi um ator alemão naturalizado britânico.
Tornou-se célebre por seus papéis em filmes como O Gabinete do Dr. Caligari (1920), O Ladrão de Bagdá (1940), Casablanca (1942) e O Homem que Ri (1928).

## Início da carreira
Conrad nasceu num bairro operário em Berlim. Atuou em mais de 100 filmes, entre eles dois dos mais famosos do cinema mudo: o assassino sonâmbulo de O Gabinete do Dr. Caligari e o artista circense desfigurado de O Homem que Ri — baseado em livro de Victor Hugo, papel que inspirou Bob Kane, Bill Finger e Jerry Robinson na criação do Coringa.
Veidt atuou em dois filmes pioneiros: o primeiro a falar dos direitos dos homossexuais — Anders als die Andern, de Magnus Hirschfeld (1919), no papel considerado o primeiro gay criado para o cinema — e no primeiro filme sonoro feito na Alemanha — Das Land ohne Frauen (1929).

## Exílio
Opondo-se veementemente à ascensão do nazismo, Veidt saiu da Alemanha em 1933 — uma semana depois de desposar sua segunda mulher, a judia Felicitas — e tornou-se cidadão britânico.
Depois foi para os Estados Unidos, onde continuou a fazer filmes. Michael Powell o dirigiu em The Spy in Black (1939), Nas Sombras da Noite (Contraband, 1940) e O Ladrão de Bagdá (The Thief of Bagdad, 1940).

## Últimos anos
Logo Conrad mudou-se para Hollywood, onde estreou poucas produções, como A Sombra do Passado (Nazi Agent, 1942) e aquele que talvez seja seu filme norte-americano mais famoso, Casablanca (1942), no papel de um general nazista na França ocupada.
Um infarto no miocárdio vitimou Veidt numa partida de golfe em Los Angeles, um ano depois de Casablanca. Encontra-se sepultado desde 1998 no Crematório de Golders Green, Golders Green, em Londres, Inglaterra.
O filme F.P.1 (1933) teve a canção-tema ("Where the Lighthouse Shines Across the Bay") interpretada por Veidt — um fiasco na época, mas sucesso na década de 1980 no Reino Unido, recuperada pelo disc-jóquei Terry Wogan, que a tocou uma vez como pedido de um ouvinte, e logo recebeu uma enxurrada de cartas pedindo que repetisse.

## Veidt e o Coringa
Suas feições serviram de inspiração para a imagem do supervilão de história em quadrinhos Coringa (DC Comics), da série Batman, baseado no seu papel de Gwynplaine no filme O Homem Que Ri (The Man Who Laughs), de 1928.

## Filmografia parcial
- Unheimliche Geschichten (1919)
- Anders als die Andern (1919)
- Das Cabinet des Dr. Caligari (1920)
- Der Januskopf (1920)
- Sehnsucht (1920)
- Abend - Nacht - Morgen (1920)
- Orlacs Hände (1924)
- Das Wachsfigurenkabinett (1924)
- Der Student von Prag (1926)
- The Beloved Rogue (1927)
- The Man Who Laughs (1928)
- The Last Performance (1929)
- Die andere Seite (1931)
- Der Kongreß tanzt (1931)
- The Passing of the Third Floor Back (1935)
- Dark Journey (1937)
- The Spy in Black (1939)
- Contraband (1940)
- Escape (1940)
- The Thief of Bagdad (1940)
- A Woman's Face (1941)
- The Men in Her Life (1941)
- Nazi Agent (1942)
- Casablanca (1942)
- Above Suspicion (1943)